# 아폴로 12호
아폴로 12호(Apollo 12)는 미국 NASA의 아폴로 계획에 의하여 발사된 유인우주선 중 6번째이자 유인 달 착륙으로는 2번째이다. 1969년 11월 14일 새턴 V 로켓에 의해 발사되어 아폴로 11호의 성공에 뒤이어 찰스 콘라드, 리처드 고든과 앨런 빈의 3인조로 1969년 11월 19일 폭풍의 바다에 착륙하여 7시간 45분간의 탐사 끝에 34.35 kg의 월석을 채취하고 1969년 11월 24일 무사히 귀환하는 데에 성공하였다.

## 승무원
- 찰스 콘라드 - 선장
- 리처드 고든 - 사령선 조종사
- 앨런 빈 - 달착륙선 조종사

### 백업 승무원
- 데이빗 스콧 - 선장
- 알프레드 워든 - 사령선 조종사
- 제임스 어윈 - 달 착륙선 조종사

### 지원 승무원
- 제럴드 칼
- 에드워드 깁슨
- 폴 웨이츠

### 비행 지휘자
- 게리 그리핀 골드 팀
- 페테 프랭크 오렌지 팀
- 클리프 찰스워스 그린 팀
- 밀튼 윈들러 마룬 팀

## 미션의 하이라이트
아폴로 12호의 발사 당시, 기지 주변의 기후는 불안했다. 지상 스탭 중에는, 중지를 권고하는 사람도 있었지만, 관제센터는 발사를 감행했다. 발사로부터 수십초 후, 상공을 가리고 있던 뇌운으로부터 발생한 번개가 새턴 V 로켓의 기체를 직격해, 전류는 로켓의 배기가스를 통해 전해져 지표에 방출되었다. 이 사고에 의해, 사령선의 장치의 전원이 떨어져 관제실은 몇 초간에 걸쳐서 사령선으로부터의 텔레메트리를 수신할 수 없게 되었다. 곧바로 텔레메트리의 수신은 회복됐지만, 데이터에 이상이 생겨서 잘못된 정보 밖에 얻을 수 없는 상태가 되어 있었다. 관제실의 전기·환경·소모품 담당관 존 아론은, 텔레메트리 데이터의 문제는 로켓의 신호 제어장치(SCE)의 고장에 의한 것이라고 생각했다. 신호 제어장치는 우주선의 전력 공급을 제어하고 있어, 낙뢰 등에서 우주선의 전기 계통에 이상이 발생하면 자동으로 회로를 차단하게 되어 있기 때문이었다.
이것을 생각해 아론은 승무원에게 신호 제어장치의 스위치를 보조 세트 옆에 들어갈 수 있도록 전했다. 이 지시는 조금 불명료했던 비행 감독관, 교신 담당관, 미션 지휘의 모든 구체적인 조작을 빨리는 생각해 낼 수 없었다. 그러나 달 착륙선 조종사 앨런 빈은 1년 전의 훈련으로 정확히 이것과 같은 가상을 상정한 훈련을 경험했기 때문에 SCE의 스위치가 자신의 조작 패널에 있는 것을 기억하고 있었다. 이 존 아론의 신속한 판단과 앨런 빈의 기억에 의해서 데이터를 복구할 수 있었다(복구할 수 없었던 경우에는 미션은 중지 모드로 이행하게 되어 있었다). 텔레메트리의 회복과 함께 승무원은 지구 주회 대기 궤도에 들어가, 달로 향하기 위한 제 3단 로켓 S-IVB의 재점화를 행하기 전에 우주선의 모든 기능을 회복·점검할 수 있었다.
아폴로 12호의 S-IVB는 원래 달 착륙선 분리 후 나머지의 추진제를 방출해 태양 주회 궤도에 투입할 예정이었다. 그러나 제3단 점화시에 모터가 예정보다 장시간 연소했기 때문에, S-IVB의 탱크에 남아 있는 연료를 방출해도 지구 궤도를 탈출할 수 있을 정도의 에너지는 얻지 못하고, 결국 제 3단은 1969년 11월 18일에 달을 통과한 다음에 지구를 주회 하는 준안정 궤도에 머물게 되었다. 1971년에 태양 주회 궤도에 들어갔지만, 약 31년 후인 2002년에 다시 지구 주회 궤도로 돌아왔다. 이 제 3단은 2002년 9월 3일에 아마추어 천문학자인 빌 영에 의해서 발견되어 인공 천체인 것이 판명되기 전에 잠정적으로 J002E3라고 명명되었다.
아폴로 12호는 이전의 무인 탐사선(루나 5호, 서베이어 3호, 레인저 7호)이 방문한 폭풍의 바다가 있는 지역에 착륙했다. 국제 천문 연맹은 이것을 기념하여 이 부근을 기존의 바다라고 명명했다. 이것을 기념하여 달 표면 지도에서는 아폴로 12호의 착륙 지점은 기존의 바다 기지 (Statio Cognitium)라고 기록되고 있다.(콘라드와 빈은 착륙 지점에 정식 이름은 붙이지 않았지만, 콘라드는 착륙 목적지를 피트의 주차장(Pete's Parking Lot)」이라고 부르고 있었다.)
아폴로 11호 이래 2번째가 되는 12호의 월면 착륙은 목표에의 고정밀도의 착륙을 목표로 하는 시험이 되었다. 달 표면에의 강하는 콘라드가 수동으로 몇 차례 수정한 것 이외에는 자동으로 행해졌다. 아폴로 11호에서는 지정된 목표 지점으로부터 크게 어긋나 기가 막힐 만큼 부정확한 착륙이 되어 버렸지만, 아폴로 12호는 11월 19일에 목표 지점에 핀포인트로 착륙하는 것에 성공했다. 착륙한 장소는 1967년 4월에 서베이어 3호가 착륙한 지점으로부터 걸어 갈 수 있을 만큼 가까운 거리(200m 이내)였다.
콘라드는 실제로는 달 착륙선 인트레피드를 예정하고 있던 피트의 주차장 580피트 정도 앞에 착륙시켰다.이것은 착륙의 최종 단계에서 예정지점이 예상보다 요철이 많은 듯 보였기 때문이다. 당초의 착륙예정지점은 서베이어 3호로부터 약 1,180피트 떨어진 지점이었다. 이만큼 거리를 둔 이유는, 인트레피드의 강하 중의 엔진 분사에 의해서 달의 모래를 감아올릴 수 있어 서베이어 3호에 불어닥치는 것을 막기 위해였다. 실제의 착륙 지점은 서베이어 3호에서 600피트의 지점이 되었기 때문에, 서베이어 3호에는 희미하게 티끌이 쌓여 조금 햇볕에 그을린 것 같은 색이 되었다.
콘라드와 빈은 분석용으로 지구에 가지고 돌아가기 위해서 서베이어 3호로부터 부품을 제외, 4시간 미만의 선외 활동을 2회 행했다. 그들은 달의 암석을 채집해, 달의 지진이나 태양풍의 강도, 자기장 등을 계측하는 관측 장치를 설치해, 측정 결과를 지구에 가지고 돌아갔다.(빈은 촬영이 끝난 필름을 잘못해 몇 개 달 표면에 잃어버렸다.) 한편, 달 주회 궤도상의 사령선 양키 클리퍼에 남은 고든은 달 표면의 다파장 사진 촬영을 행했다.
인트레피드의 하강단에 장착된 명판은 다른 아폴로 미션의 명판과는 달리 지구의 그림이 그려지지 않고, 표면의 질감도 차이가 났다(12호 이외의 미션의 명판은 광택 완성해 된 스테인레스판에 흑으로 문자가 쓰여져 있었지만, 12호의 명판만은 불투명 마무리의 배경으로 문자 부분이 광택 마무리가 되어 있었다).
콘라드와 빈이 달 궤도상에서 고든과 다시 합류한 후, 인트레피드의 상승단은 예정대로 달 표면에 추락했다. 이 상승단은 1969년 11월 20일에 달 표면의 남위 3.94도, 서경 21.20도의 지점에 충돌했다.비행사들이 달 표면에 설치한 지진계에는 이 충돌에 의한 진동이 1시간 이상에 걸쳐서 기록되었다.
비행사들은 달 궤도상에 1일을 체류해 사진 촬영을 실시해, 달 체류 시간은 총 31시간 반이 되었다.
착수 후, 아폴로 12호의 사령선과 승무원은 항공모함 USS 호넷에 의해서 무사히 회수되었다. 이 항공모함은 현재는 캘리포니아주 아라메다로 박물관에서 일반인에게 공개되고 있다. 12호의 사령선은 버지니아주 햄프톤의 버지니아 항공 우주 센터에 전시되고 있다.

## 갤러리

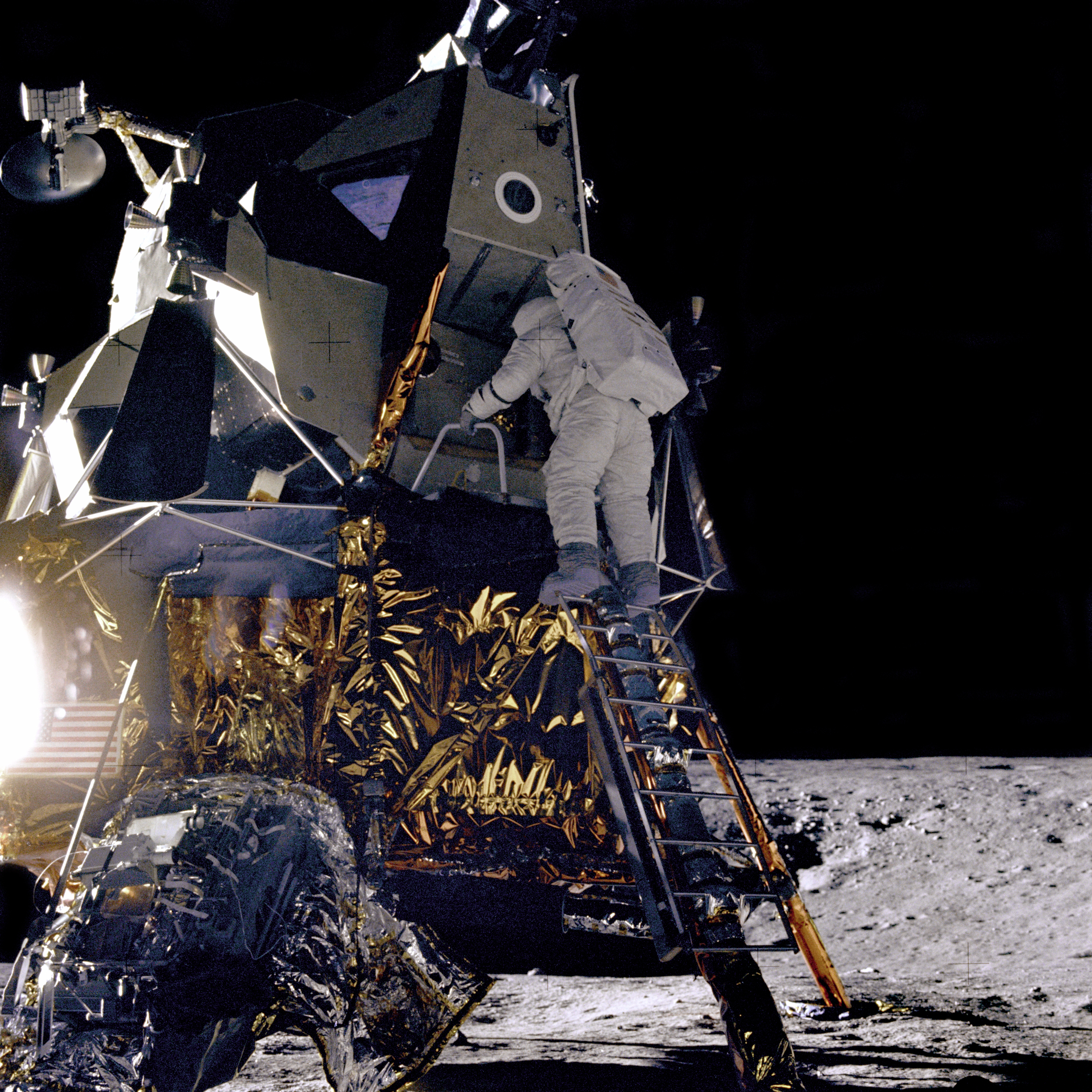
달 착륙선에서 내려오는 앨런 빈
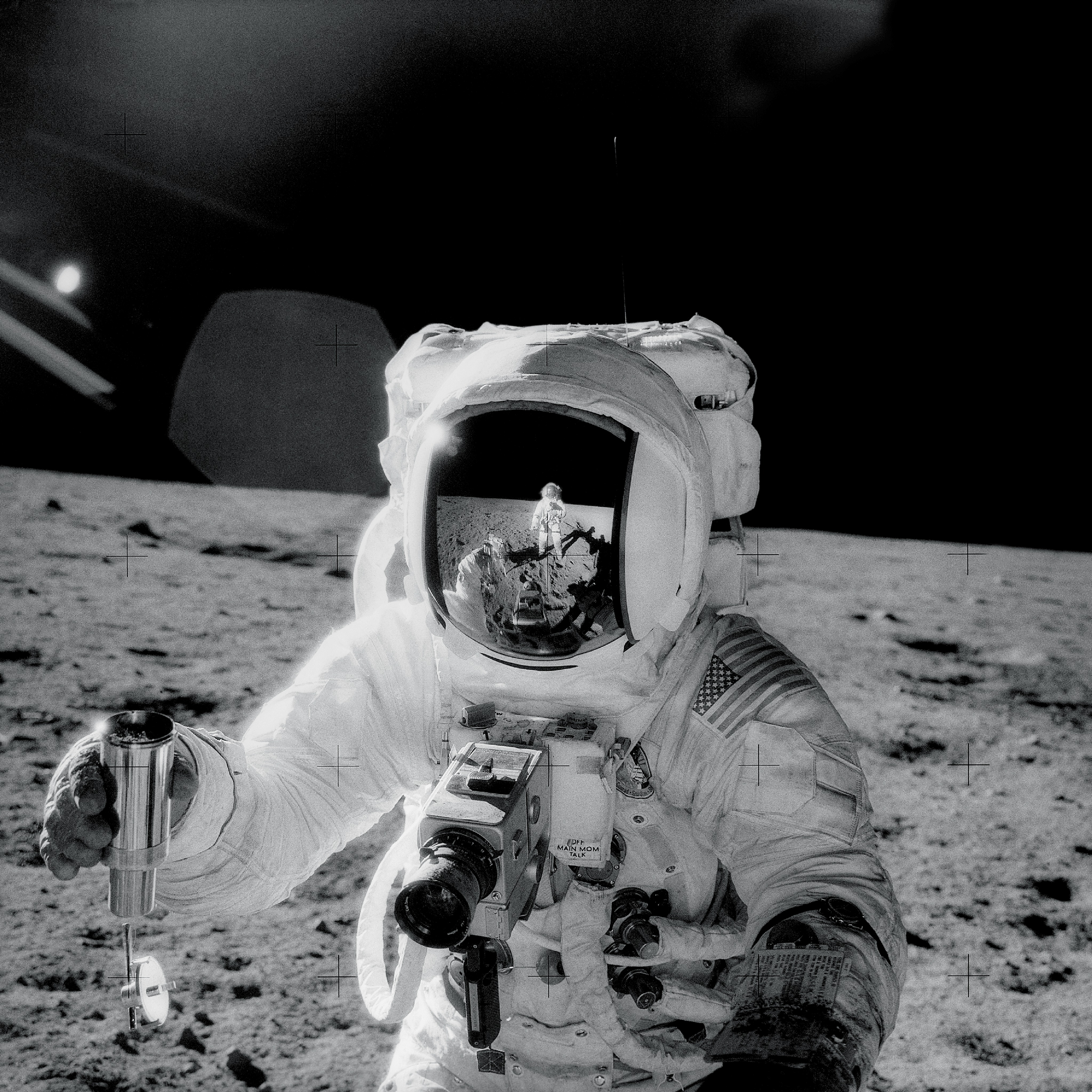
달 선외 활동 중인 앨런 빈. 찰스 콘라드가 촬영
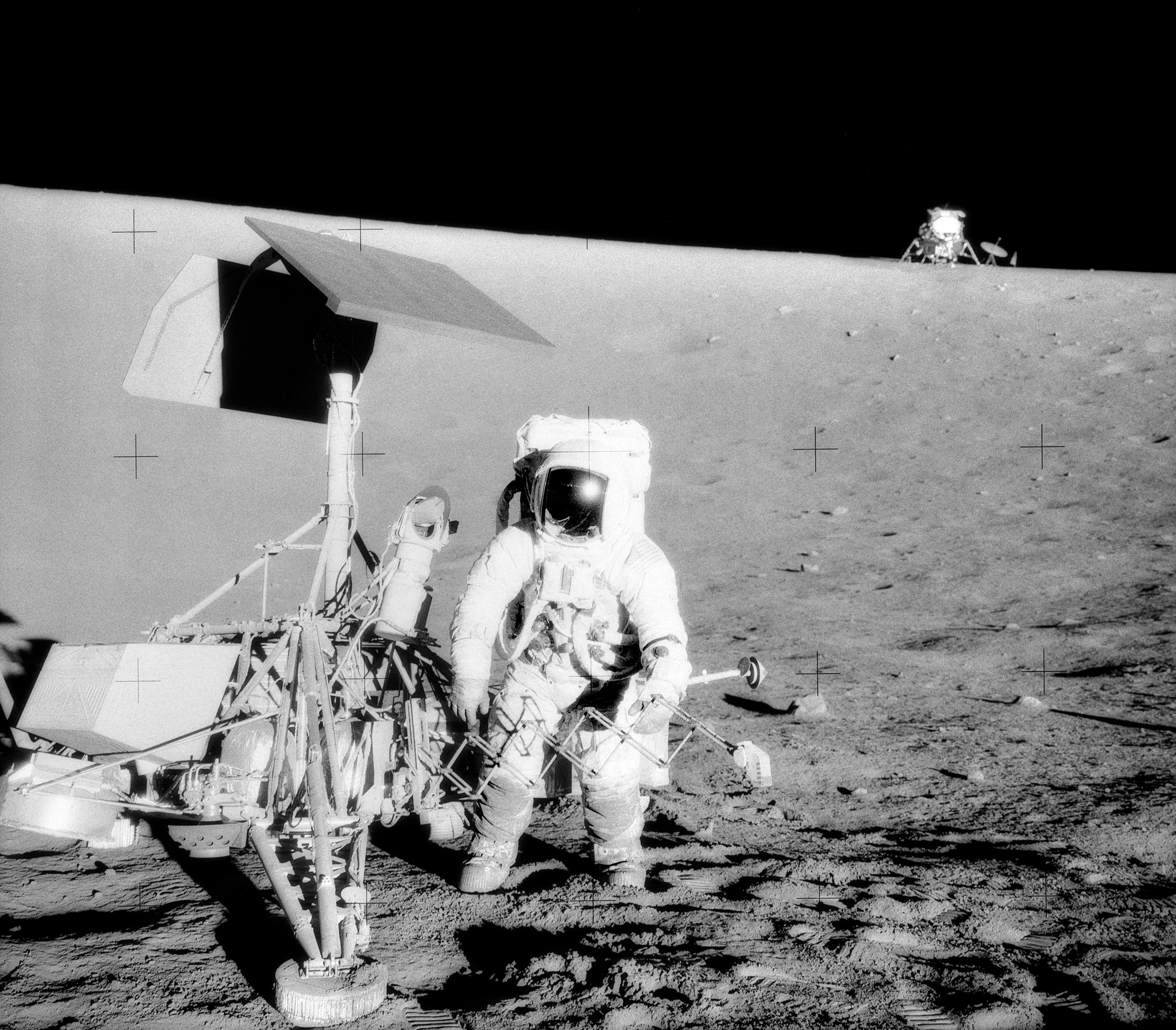
미국의 달 착륙선 서베이어 3호, 앨런 빈, 그리고 달 착륙선 인트레피드
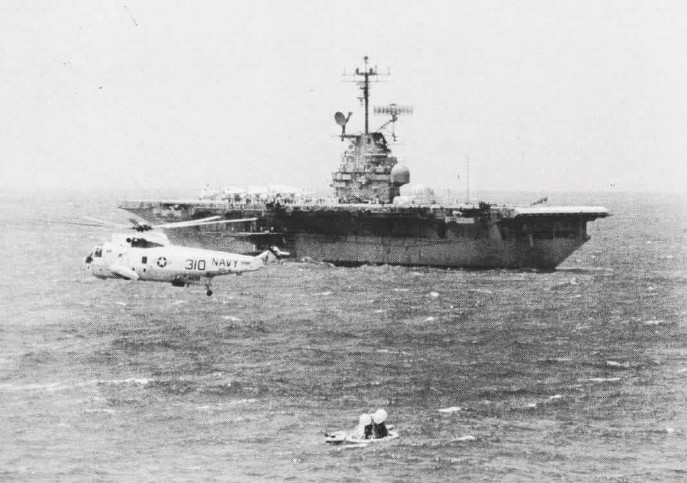
구조되는 아폴로 12호
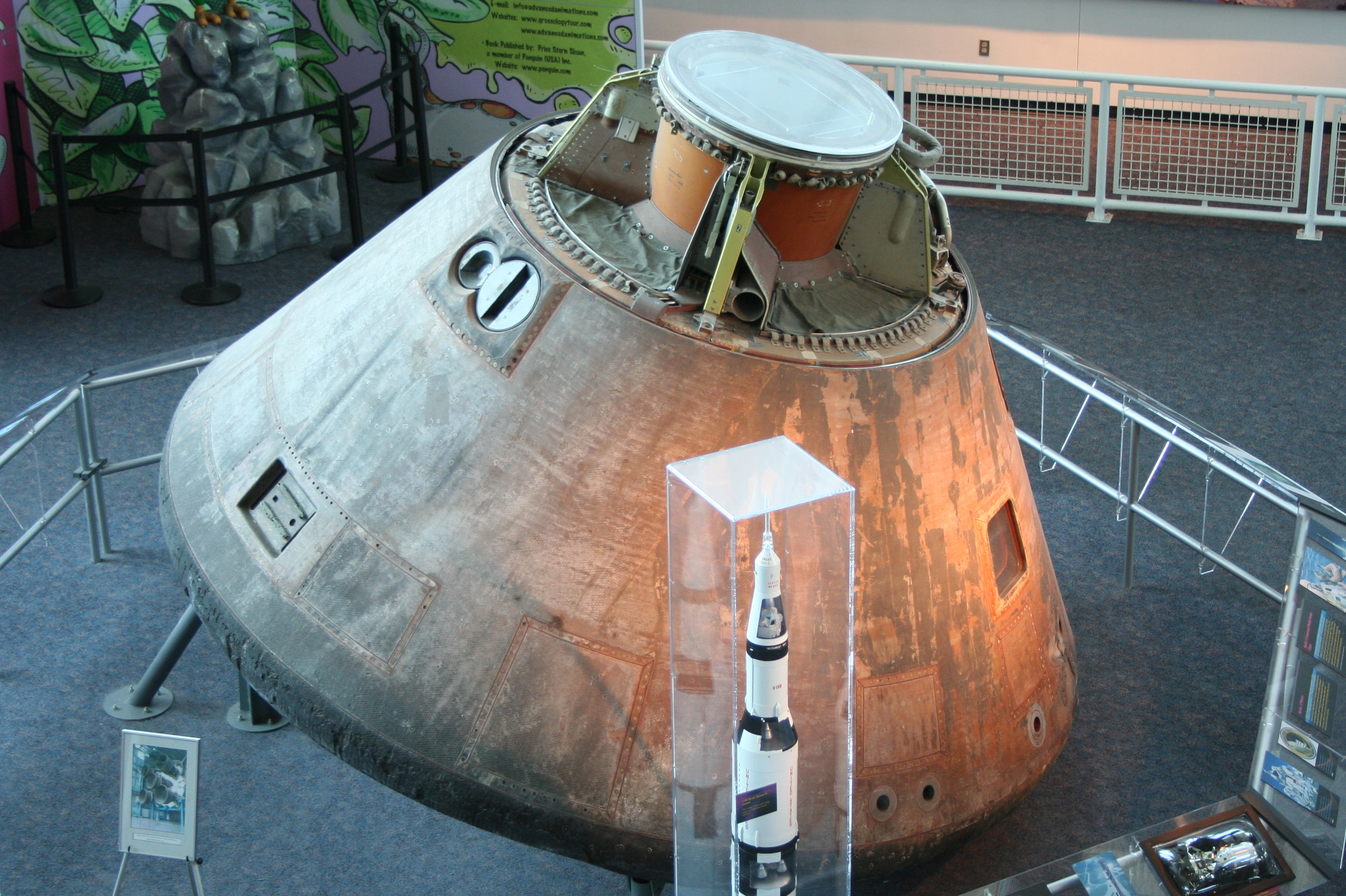
버지니아 항공 우주 센터에 전시되어 있는 아폴로 12호의 사령선 양키 클리퍼
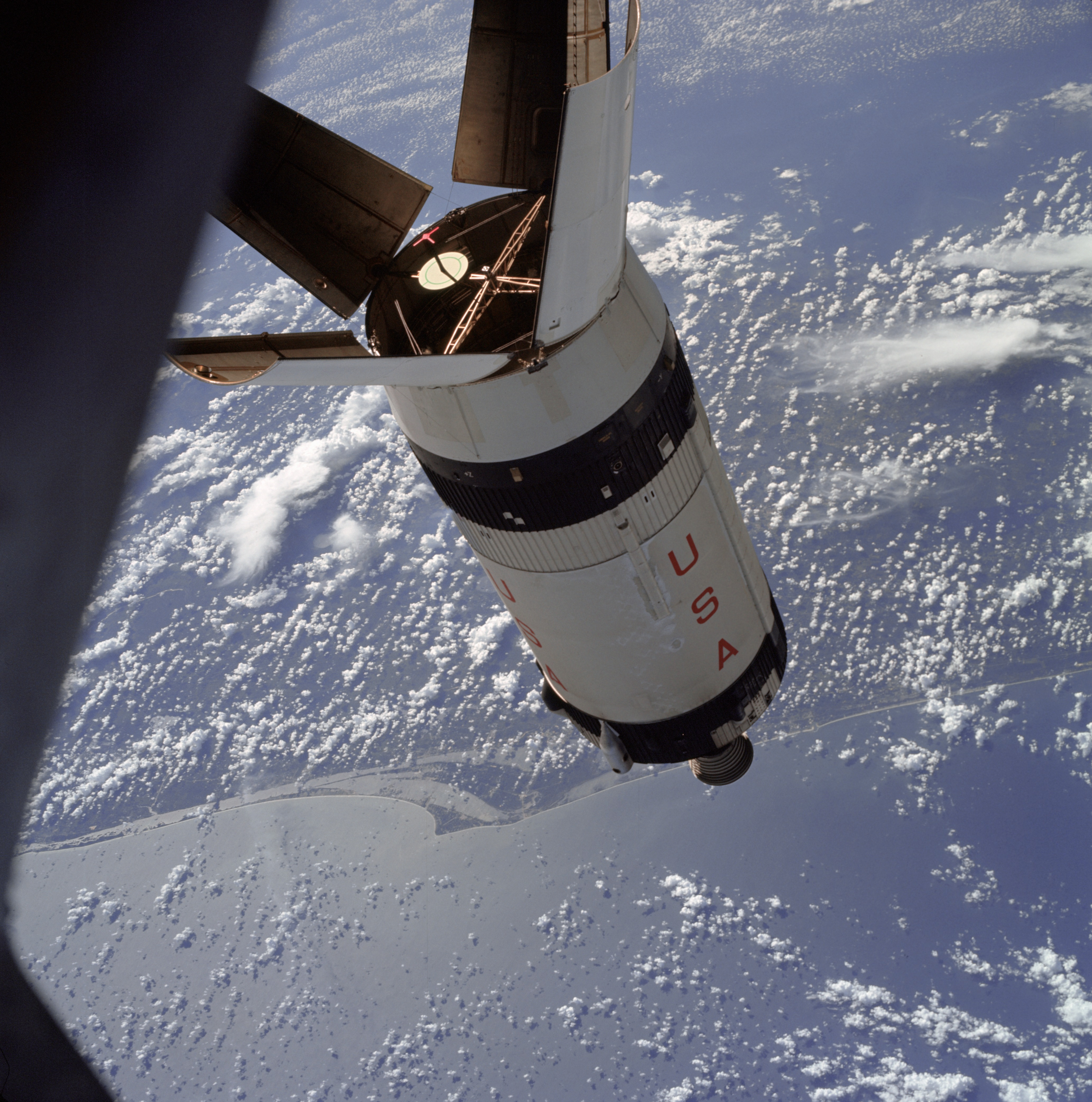
소행성 J002E3로 명명되었던 아폴로 12호의 3단 로켓